# Philidor Kopenhaga
Philidor Kopenhaga – duński klub szachowy, dwukrotny mistrz kraju.

## Historia
Klub został założony w 2011 roku przez Curta Hansena, a nazwa pochodzi od François Philidora. Zawodnikami zespołu zostali m.in. Jan Andersen, Klaus Berg, Svend Hamann i Mogens Moe. Początkowo Hansen nie występował jako zawodnik, jednak w 2014 roku powrócił do tej roli. Zespół rozpoczął rozgrywki w sezonie 2011/2012 od pierwszej ligi Københavns Skak Union i co roku awansował poziom wyżej. W 2015 roku drużyna awansowała do Skakligaen, a zawodnikami Philidoru byli m.in. Gawain Jones, Nils Grandelius i Jakob Vang Glud. Po awansie w drużynie występowali m.in. Jones, Grandelius, Hansen, Emanuel Berg, Hans Tikkanen, Glud, Allan Stig Rasmussen, Helgi Ziska i Jacob Aagaard. Zespół zdobył w lidze 57 punktów, ustanawiając rekord Skakligaen, i został mistrzem kraju. Po sezonie z klubu odeszli Jones, Hansen i Rasmussen, a nowym zawodnikiem został Jasmin Bejtovic. W sezonie 2016/2017 zespół obronił tytuł, uzyskując 6,5 punktu przewagi nad drugim SK Nordkalotten. Klub nie przystąpił do sezonu 2017/2018, argumentując to niemożnością wystawienia konkurencyjnego składu.